# Oreodera albicans
Oreodera albicans là một loài bọ cánh cứng trong họ Cerambycidae.